# جیانگ یفی
جیانگ یِفِی (انگلیسی: Jiang Yefei؛ زادهٔ ۲۲ فوریهٔ ۱۹۶۷)  شمشیرباز اهل چین بود. وی در بازی‌های المپیک تابستانی ۱۹۹۲ شرکت کرده‌است.